# به‌خاطر موسیقی سپاسگزارم
«به‌خاطر موسیقی سپاسگزارم» (انگلیسی: Thank You for the Music) ترانه‌ای از ابرگروه سوئدی موسیقی پاپ آبا است که نخستین بار در آبا: آلبوم (۱۹۷۷) و برای بار دوم در ۱۹۸۳ منتشر شد. آبا یک نسخهٔ اسپانیایی‌زبان از این ترانه اجرا کرد. تا سپتامبر ۲۰۲۱، این آهنگ بیستمین آهنگ پرفروش آبا در بریتانیا است، که شامل فروش خالص و فروش دیجیتال (اینترنتی) می‌شود.

## جداول موسیقی
| جدول (۱۹۸۰)                      | بالاترین رتبه |
| -------------------------------- | ------------- |
| آرژانتین                         | ۷             |
| استرالیا (گزارش موسیقی کنت)      | ۸۲            |
| آفریقای جنوبی (رادیو اسپرینگ‌باک) | ۲             |

| جدول (۱۹۸۴–۱۹۸۳)            | بالاترین رتبه |
| --------------------------- | ------------- |
| ایرلند (ایرما)              | ۱۷            |
| هلند (۴۰ آهنگ برتر)         | ۳۸            |
| هلند (۱۰۰ تک‌آهنگ برتر هلند) | ۲۳            |
| تک‌آهنگ‌های بریتانیا (اوسی‌سی) | ۳۳            |

| جدول (۱۹۷۸)                      | رتبه |
| -------------------------------- | ---- |
| آفریقای جنوبی (رادیو اسپرینگ‌باک) | ۱۸   |

## گواهینامه‌ها
| منطقه                                   | گواهی | واحد گواهی‌شده/فروش |
| --------------------------------------- | ----- | ------------------ |
| بریتانیا (بی‌پی‌آی)                       | نقره  | ۲۰۰٬۰۰۰            |
| رقم فروش+پخش جاری تنها بر پایهٔ گواهی‌ها. |       |                    |